# Những người khốn khổ (phim truyền hình 2000)
Những người khốn khổ (tiếng Pháp: Les Misérables) là bộ phim truyền hình năm 2000, hợp tác giữa Pháp, Italia, Đức, Hoa Kỳ và Tây Ban Nha, dài 4 tập, mỗi tập 90 phút. Phim chuyển thể từ tiểu thuyết nổi tiếng cùng tên Những người khốn khổ của nhà văn Victor Hugo, do Josée Dayan đạo diễn. Mặc dù có một số chi tiết không sát nguyên tác như hầu hết các phiên bản trước đó, song phiên bản này vẫn được xem là một trong những phiên bản khá sát nguyên tác và dàn dựng thành công nhất. Phim từng công chiếu nhiều lần trên sóng VTV.

## Diễn viên
- Gérard Depardieu vai Jean Valjean
- Christian Clavier vai Thénardier
- John Malkovich vai Javert
- Virginie Ledoyen vai Cosette
- Enrico Lo Verso vai Marius
- Charlotte Gainsbourg vai Fantine
- Asia Argento vai Éponine Thénardier
- Veronica Ferres vai Madame Thénardier
- Jeanne Moreau vai Mère Innocente
- Giovanna Mezzogiorno vai Soeur Simplice
- Vadim Glowna vai Fauchelevent
- Steffen Wink vai Enjolras
- Léopoldine Serre vai Cosette enfant
- Jérôme Hardelay vai Gavroche
- Michel Duchaussoy vai Gillenormand
- Otto Sander vai Monseigneur Bienvenu
- Christopher Thompson vai Courfeyrac